# Накано, Хиромаса
Хиромаса Накано (яп. 中野 洋昌; род. 4 января 1978, Киото, Киото, Япония) — японский политический и государственный деятель, министр земли, инфраструктуры, транспорта и туризма (с 2024).

## Биография
Родился 4 января 1978 года в Киото, префектура Киото, Япония.
После окончания средней школы поступил на искусство-научный факультет Токийского университета, который окончил в 2001 году, после чего стал сотрудником Министерства земли, инфраструктуры, транспорта и туризма Японии. В 2006 году он получил степень магистра в Школе международных и общественных отношений Колумбийского университета.
После ухода из министерства Накано выдвинул свою кандидатуру в Палату представителей Японии на парламентских выборах 2012 года от партии «Комэйто», выдвигаясь от 8-го округа префектуры Хиого и одержав победу по итогам голосования.
11 ноября 2024 года получил пост министра земли, инфраструктуры, транспорта и туризма во втором кабинете Сигэру Исибы.